# Gyanógeregye
Gyanógeregye is een plaats (község) en gemeente in het Hongaarse comitaat Vas. Gyanógeregye telt 148 inwoners (2001).